# بيتر هاريس (ملاكم)
بيتر هاريس (بالإنجليزية: Peter Harris)‏ مواليد 23 أغسطس 1962 في سوانزي، ويلز، المملكة المتحدة، هو ملاكم محترف ويلزي سابق صنّف ضمن فئة وزن الريشة.

## إحصائيات
خاض خلال مسيرته 33 نزالا، فاز في 16 وتعادل في 2 وخسر في 15. فاز بالضربة القاضية في 5 نزالات.

## روابط خارجية
- بيتر هاريس على موقع بوكس ريك (الإنجليزية) (registration required)